# Поп Ацев, Евгений
Евгений Поп Ацев (макед. Евгениј Поп Ацев; род. 14 мая 1988) — северомакедонский пловец, специализирующийся в плавании на открытой воде. Участник чемпионатов мира 2015, 2017 и 2019 годов.

## Биография
Евгений Поп Ацев родился 14 мая 1988 года. Он является стоматологом.

## Спортивная карьера
В сезоне 2013 года Поп Ацев занял второе место на финальном турнире серии Гран-при ФИНА. Он уступил одно очко победителю Дамиану Блауму из Аргентины.
В сезоне 2014 года он снова занял второе место в серии Гран-при в марафонском плавании, на этот раз поделив второе место с другим северомакедонским марафонцем Томи Стефановски.
В феврале 2015 года в первой гонке марафонской серии Гран-при FINA на реке Паран (25 км) в Аргентине Поп Ацев занял четвертое место с результатом 2:11:50, отстав от третьего места всего на одну секунду.
На 29-м Охридском марафоне в 2015 году Евгений стал первым северомакедонским победителем этого турнира.
Поп Ацев завершил сезон своим наибольшим успехом в карьере и в истории северомакедонского плавания в целом, заняв первое место в марафонской серии Гран-при FINA.
На чемпионате мира в Казани стал 13-м в 25-километровой гонке.
В сезоне 2016 года, заняв первое место в последней гонке на Капри, Поп Ацев занял третье место в Мировой серии марафонов Гран-при.
На чемпионате мира в Будапеште в 2017 году занял 12-е и 49-е места на дистанциях 25 и 10 км, соответственно.
На чемпионате мира 2019 года в Кванджу также участвовал в олимпийской дистанции 10 км, где стал 51-м, а на самой длинной дистанции 25 км стал тринадцатым.

## Награды
Успехи спортсмена привели к тому, что Поп Ацев был признан спортсменом года страны 2015.
Он является лауреатом премии «Человек года» за 2015 год по версии ежедневной газеты Новая Македония.